# Брускина, Мария Борисовна
Мари́я Бори́совна Бру́скина (бел. Марыя Барысаўна Брускіна; 1924, Минск — 26 октября 1941, там же) — участница минского подполья начального периода (август — сентябрь 1941 года) Великой Отечественной войны. Была повешена в числе двенадцати казнённых во время первой на оккупированной территории СССР публично-показательной казни, проведённой оккупационными властями Минска 26 октября 1941 года.
Её имя долгое время оставалось не установленным.
Двоюродная племянница скульптора, Героя Социалистического Труда, Народного художника СССР Заира Азгура.

## Биография
Маша Брускина родилась в Минске, в еврейской семье. Жила в Минске с матерью, старшим товароведом Управления Книжной торговли Госиздата БССР Л. Бугаковой. Хорошо училась, много читала, отличалась активной гражданской позицией. Была пионервожатой и членом комитета комсомола школы. В газете «Пионер Белоруси» от 18 (8?) декабря 1938 года была помещена фотография Маши с подписью: «Маша Брускина — ученица 8 класса 28-й школы города Минска. У неё по всем предметам только хорошие и отличные отметки». В июне 1941 года Мария Брускина окончила Минскую СШ № 28.
28 июня в город вошли подразделения вермахта, начался период оккупации Минска. Активная жизненная позиция М. Брускиной не позволяла ей бездействовать. Чтобы скрыть еврейское происхождение, она воспользовалась документами матери, поскольку её фамилия не звучала как еврейская. Сначала она ходила в концлагерь «Дрозды», носила узникам еду и воду. Затем устроилась работать медицинской сестрой в госпиталь-лагерь для советских военнопленных, расположенный на территории Белорусского политехнического института , и начала сотрудничать с подпольной группой по спасению командиров и политработников Красной Армии (находившихся в госпитале), возглавляемой рабочим Минского вагоноремонтного завода им. Мясникова К. И. Трусом (Трусовым) и культработником 3-й горбольницы О. Ф. Щербацевич. Через знакомых М. Брускина добывала и приносила в госпиталь для пленных медикаменты, перевязочный материал, штатскую одежду, различные документы. Ей удалось достать и передать в госпиталь фотоаппарат (за несдачу и хранение которого полагался расстрел). С помощью фотоаппарата изготавливались документы, которыми снабжались военнопленные. Кроме того, Маша распространяла сводки Информбюро о положении на фронтах. Из показаний жены К. И. Труса:

Я г-ка Трусова Александра Владимировна подтверждаю, что на фотографии, где изображены мой муж Трусов Кирилл Иванович, девушка с фанерным щитом и подростком перед казнью. Мне известно, что девушка часто бывала у нас на квартире, приносила шрифт и ещё какой-то сверток. Предполагаю, что одежда. Муж называл её Марией.
Муж инструктировал её, где и как прятать оружие.
— Трусова А. В. 
3. 1. 1968 г.
Часть военнопленных, которых удалось вывести из госпиталя, было решено несколькими группами переправить через линию фронта. В одной из таких групп (вместе с О. Ф. Щербацевич и её сыном Володей Щербацевичем) шёл бывший военнопленный Борис Рудзянко. Самовольно отделившись от своей группы, он вернулся в Минск, где был задержан немцами и на допросе выдал подполье.
Б. Рудзянко был завербован сотрудником «АНСТ-Минск» (орган абвера) белоэмигрантом фон Якоби. 16 мая 1951 года Борис Михайлович Рудзянко (1913 года рождения, уроженец посёлка Товен Оршанского района Витебской области, белорус) был осуждён за измену Родине по статье 63-2 УК БССР к высшей мере наказания — расстрелу.
14 октября 1941 года М. Брускина была арестована, а 26 октября 1941 года в Минске была совершена казнь двенадцати подпольщиков, повешенных в разных местах города группами по трое человек за «изготовление фальшивых паспортов и причастность к партизанскому центру, располагавшемуся в лазарете для русских военнопленных». Маша Брускина вместе с товарищами по подполью, Кириллом Трусом (Трусовым) и Володей (Владленом) Щербацевичем (Ольга Щербацевич была казнена в тот же день в другом месте города), была повешена на арке ворот дрожжепаточного завода на улице Ворошилова (с 1961 года — улица Октябрьская). Казнь была совершена карателями 2-го литовского батальона вспомогательной полицейской службы под командованием майора Антанаса Импулявичуса и снималась на плёнку фотографом из Каунаса.
Мать Марии погибла вместе с многими жителями гетто 7 ноября 1941 г., вскоре после казни дочери, отказавшись бежать. Отец был призван и покинул Минск на второй день войны, после войны жил в Москве. Хотя знакомые сообщали ему о гибели дочери, до встречи с журналистами в 1960-х гг. он отказывался в это верить, так как на запросы в архивы и официальные органы он получал ответ, что сведения отсутствуют.

## Исследование фотографий казни и установление имени М. Брускиной в послевоенный период
В годы оккупации в Минске существовала фотомастерская фольксдойча Бориса Вернера, в которой немцы проявляли и печатали свои снимки. В ней с июня 1941 года по 1944 год работал Алексей Сергеевич Козловский. Приблизительно в ноябре 1941 года в его руки попала для обработки плёнка, на которой была заснята казнь, совершённая 26 октября. Он сделал отпечатки для хозяина и, кроме того, дубликаты снимков, которые спрятал в подвале в жестяной банке из-под авиационной рулонной плёнки. За годы оккупации Минска ему удалось собрать 287 фотографий. Все эти снимки были переданы А. С. Козловским органам советской власти после освобождения Минска.
Фотографии девушки и двух её товарищей вошли во многие книги о Великой Отечественной войне. Они фигурировали на Нюрнбергском процессе в качестве документов обвинения нацистских преступников. Они также экспонируются в Минском музее истории Великой Отечественной войны.
Имя Кирилла Ивановича Трусова удалось установить быстро, его опознала жена, когда фото появилось в газете. Володю Щербацевича опознали в середине 1960-х годов, благодаря усилиям следопытов 30-й Минской средней школы. Указом Президиума Верховного Совета СССР от 10 мая 1965 года К. И. Трус и В. И. Щербацевич были посмертно награждены орденом Отечественной войны 1-й степени. Девушка, изображённая на фотографиях, долго оставалась (и числилась в документах) Неизвестной.
Первыми публикациями о Маше Брускиной стала серия статей Владимира Фрейдина в газете «Вечерний Минск» 19, 23 и 24 апреля 1968 года под названием «Они не стали на колени» и статья Льва Аркадьева «Бессмертие» в газете «Труд» 24 апреля 1968 года. В результате журналистского расследования по установлению имени М. Б. Брускиной, проведённого Л. Аркадьевым и А. Дихтярь, её имя было официально подтверждено заместителем начальника научно-технического отдела УООП (Управление охраны общественного порядка) Мосгорисполкома экспертом-криминалистом подполковником Ш. Г. Куна́финым. Однако реакция официальных инстанций на идентификацию девушки была отрицательной. Как пишет историк Яков Басин, после разрыва дипломатических отношений между СССР и Израилем из-за Шестидневной войны в стране началось усиление антисемитских настроений, и идентификация героини подполья как еврейки оказалась противоречащей идеологической позиции власти. Журналисты Владимир Фрейдин и Ада Дихтярь, занимавшиеся сбором материалов для установления личности М. Брускиной, были вынуждены сменить работу.
Официального признания не было, но дискуссия продолжалась. В неё были вовлечены учёные, криминалисты, журналисты и общественные деятели. Публичное обсуждение вопроса возобновилось в 1985 году после выхода документальной повести Льва Аркадьева и Ады Дихтярь «Неизвестная».
Ряд историков (например, заведующий отделом военной истории Института истории Национальной академии наук Беларуси доктор исторических наук Алексей Михайлович Литвин) настаивали, что документы и свидетельства не позволяют сделать однозначный вывод о том, что девушка, изображённая на фотографиях, именно Мария Брускина. Другие (например, доктор исторических наук, профессор Эммануил Иоффе) считали, что идентификация произведена корректно.
Мемориальный музей Холокоста в США присудил выпускнице 28-й Минской школы Марии Борисовне Брускиной Медаль Сопротивления с такой формулировкой:
Маше Брускиной. Присуждено посмертно в память о её мужественной борьбе со злом нацизма и стойкости в момент последнего испытания. Мы всегда будем помнить и чтить её.
21 октября 1997 года две такие медали были символически вручены Льву Аркадьеву и Аде Дихтярь.
Кенотаф М. Б. Брускиной установлен в Москве на Донском кладбище. Её имя и фотография, сделанная в день казни, были добавлены на плиту, закрывающую нишу, в которой помещается урна с прахом её отца Б. Д. Брускина.
Официальное признание в Беларуси состоялось в феврале 2008 года, когда мемориальная доска на месте казни была заменена, и на ней появилось имя Марии Брускиной.
История с казнью двенадцати подпольщиков в осеннем Минске 1941 года имела трагическое продолжение в 1997 году в Германии. На передвижной фотовыставке «Война на уничтожение. Преступления вермахта 1941—1944», организованной Гамбургским институтом социальных исследований и проходившей в Мюнхене, одна из посетительниц, немецкая журналистка Аннегрит Айххорн (Eichhorn, Annegrit (1936—2005), на той фотографии, где немецкий офицер накидывает петлю на шею М. Брускиной, узнала в офицере, стоящем рядом с местом казни, своего отца Карла Шайдеманна. Она не смогла жить с этим грузом и покончила жизнь самоубийством. Однако, по другой версии, Айххорн перепутала своего отца с литовским полицейским Антанасом Импулявичюсом.

## Память
В СССР и в Беларуси память Марии Брускиной не была увековечена до февраля 2008 года. На все обращения с приложением документальных свидетельств шли стандартные отписки из всех ведомств, что личность девушки не подтверждена. Лишь 29 февраля 2008 года Минский горисполком принял решение № 424, в котором, в частности, сказано, что в целях увековечения памяти участницы Минского антифашистского подполья Марии Борисовны Брускиной Минский городской исполнительный комитет решил внести изменения в текст мемориальной доски, установленной на доме № 14 по ул. Октябрьской, и изложить его в следующей редакции: «Здесь 26 октября 1941 года фашисты казнили советских патриотов К. И. Труса, В. И. Щербацевича и М. Б. Брускину». А 1 июля 2009 у проходной Минского дрожжевого завода на месте казни Брускиной и её товарищей был открыт новый памятный знак.
Ранее, 7 мая 2006 года, в Израиле в Кфар ха-Ярок Марии Брускиной был установлен памятник. 29 октября 2007 в иерусалимском квартале Писгат Зеев состоялась официальная церемония присвоения одной из улиц имени Маши Брускиной.

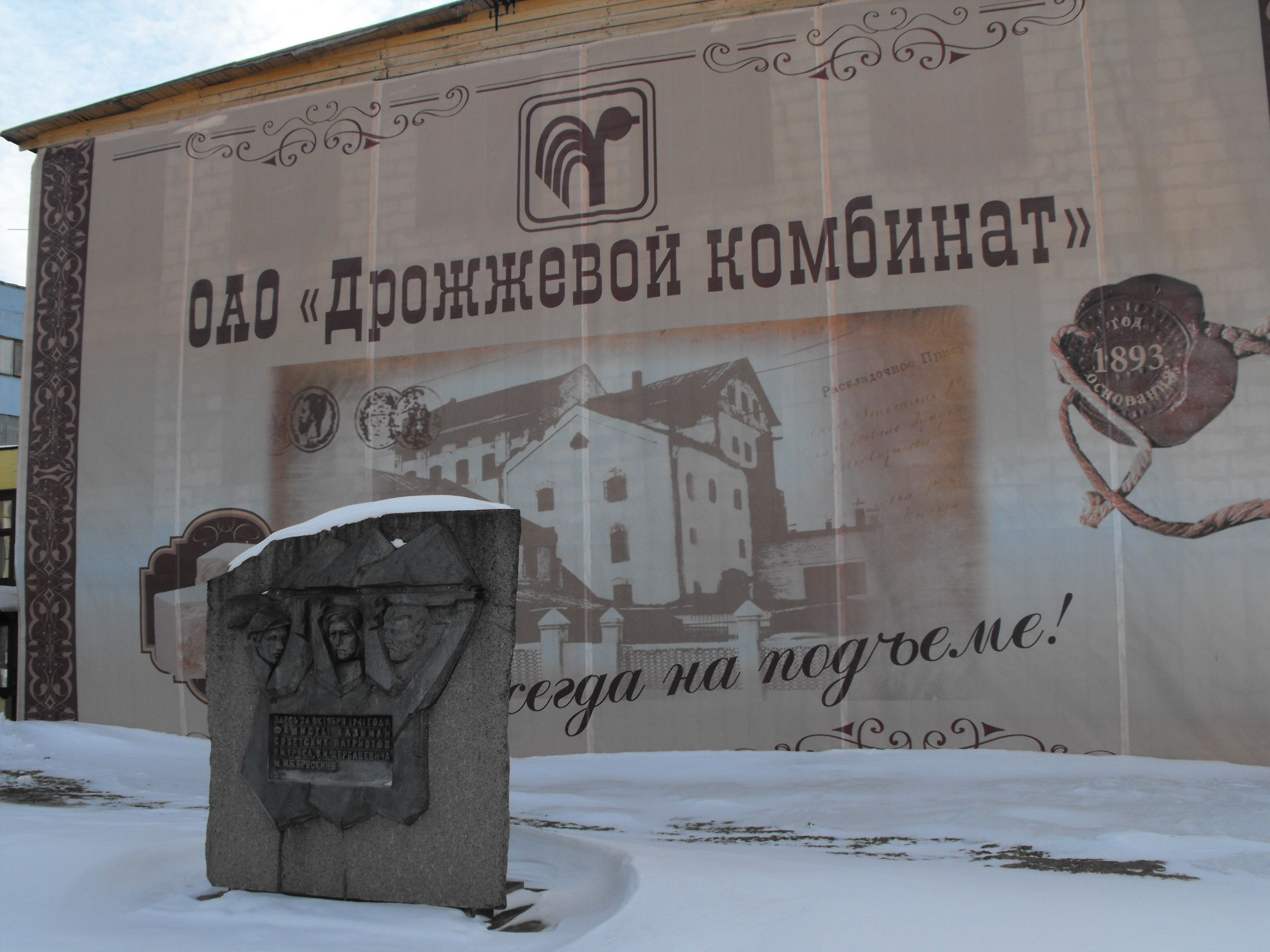
Памятный знак у проходной Минского дрожжевого завода на месте казни К. И. Труса, В. И. Щербацевича и М. Б. Брускиной.
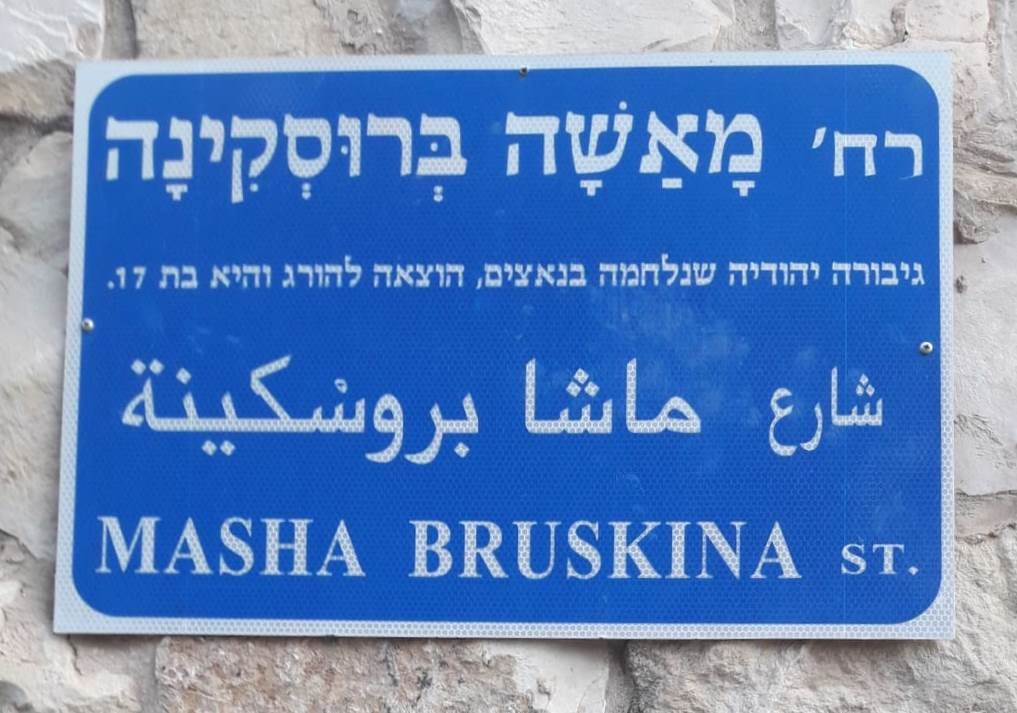
Улица имени Маши Брускиной в Иерусалиме в районе Писгат-Зеев.
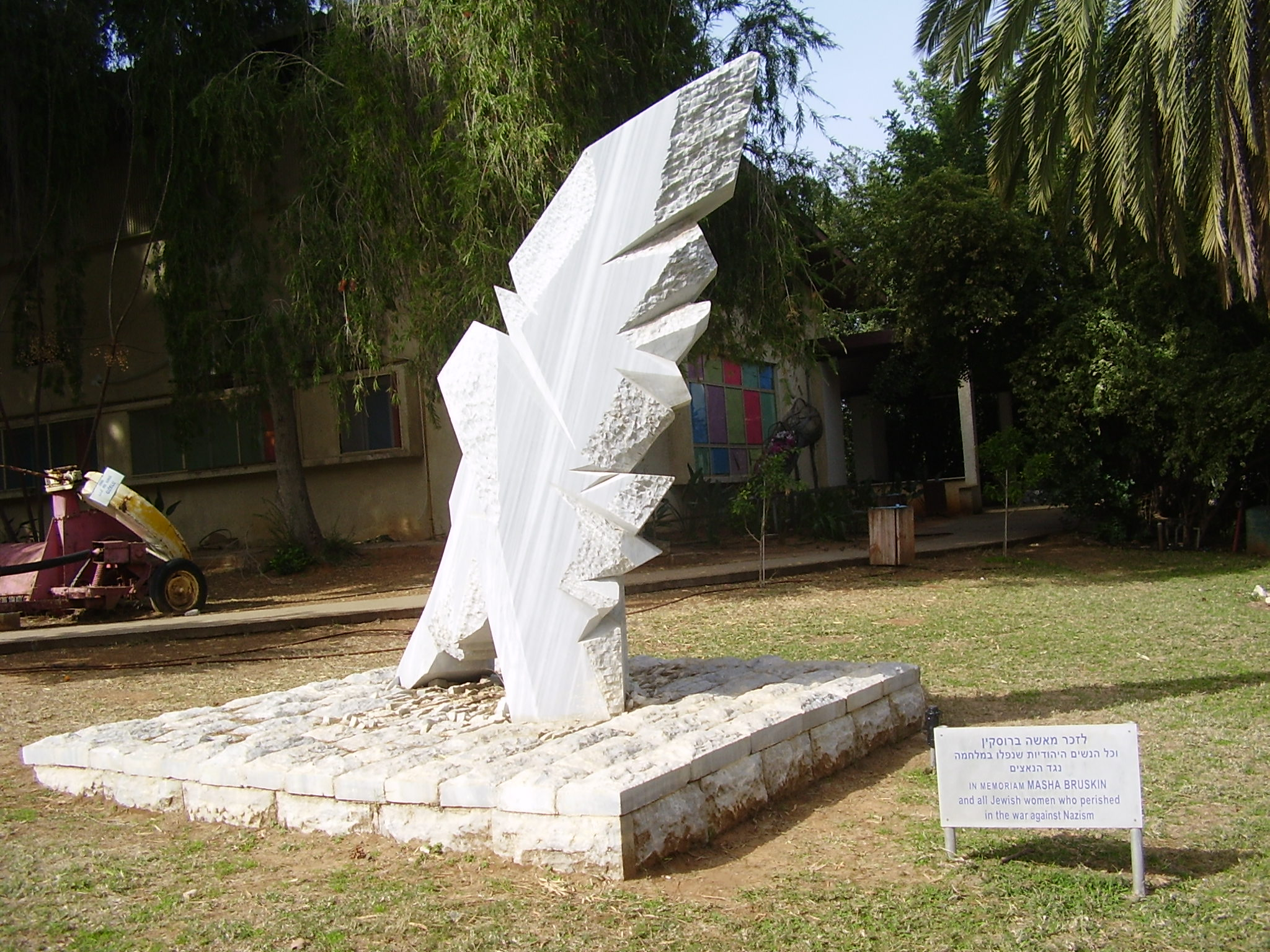
Памятник М. Брускиной и другим еврейским женщинам, боровшимся с нацистами. А-Кфар-А-Ярок.

Режиссёр-документалист Анатолий Алай снял на киностудии «Беларусьфильм» первый фильм «Бумеранг» из задуманной дилогии про казнь 26 октября 1941 года минских борцов с нацизмом. Название фильма напоминает об истории самоубийства Аннегрит Айхьхорн.